# Vit kvinna i djungeln
Vit kvinna i djungeln  (originaltitel: Green Hell) är en amerikansk äventyrsfilm från 1940. Douglas Fairbanks Jr. leder en grupp arkeologer på jakt efter ett inka-tempel i Brasiliens djungel. James Whale regisserade och Karl Freund var fotograf.

## Rollista
- Douglas Fairbanks Jr. - Keith Brandon
- Joan Bennett - Stephanie Richardson
- John Howard - Hal Scott
- George Sanders - Forrester
- Alan Hale - Dr. Emil "Nils" Loren
- George Bancroft - Jim "Tex" Morgan
- Vincent Price - David Richardson
- Gene Garrick - Graham
- Francis McDonald - Gracco
- Ray Mala - Mala
- Peter Bronte - Santos
- Lupita Tovar - Infödingsflickan